# Terminal Whitehall del Ferry de Staten Island

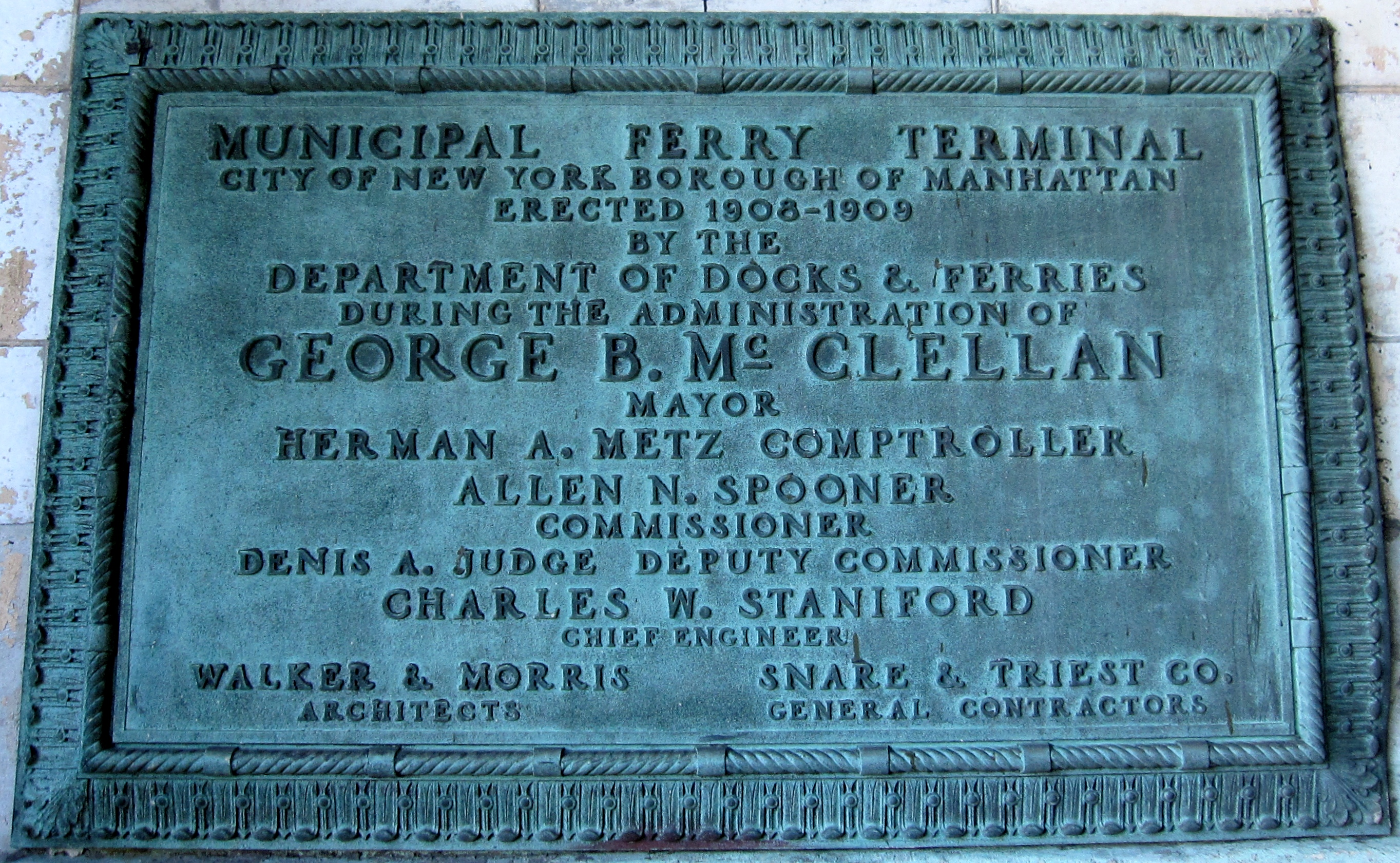
Placa del Terminal de 1909

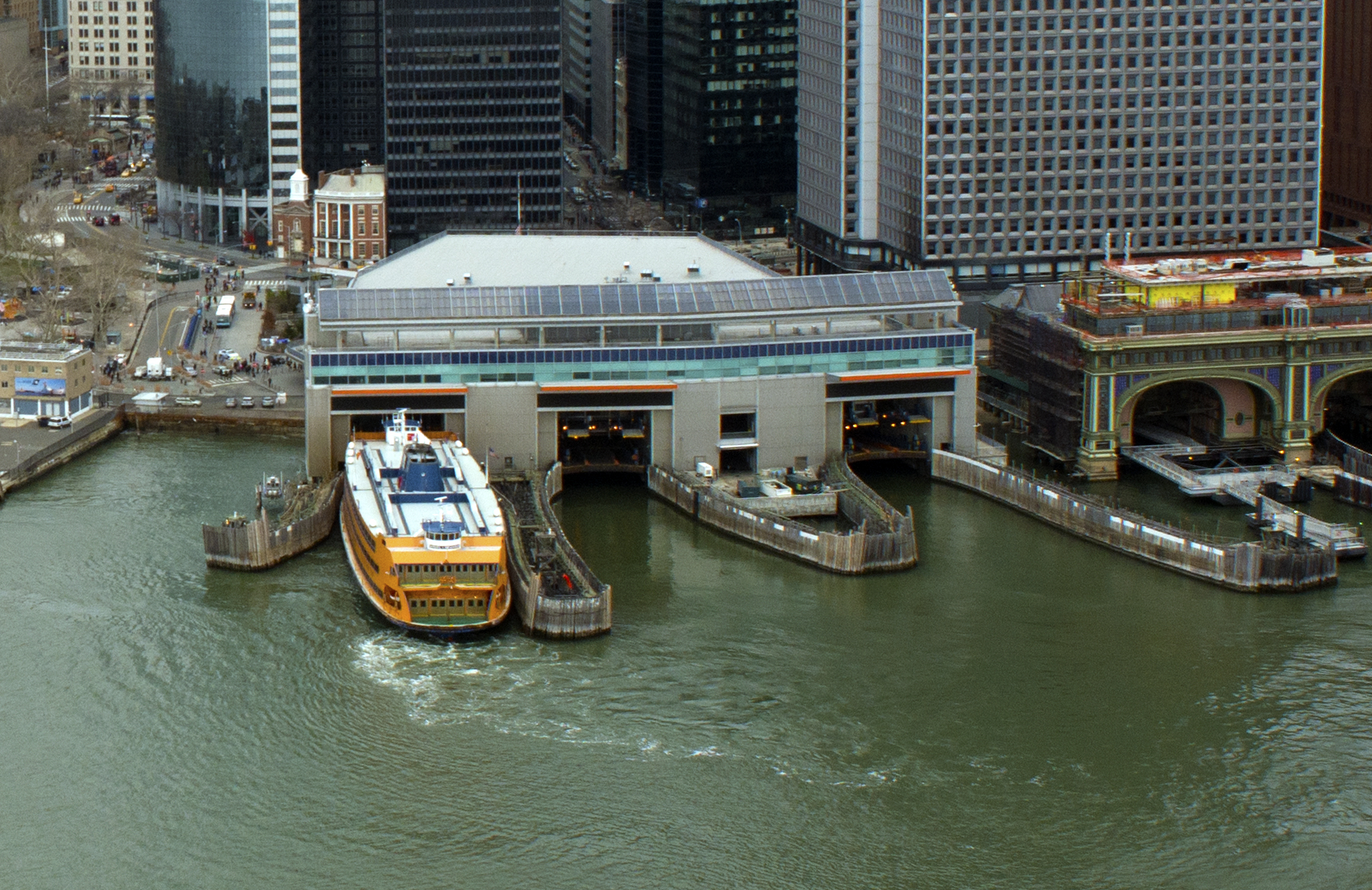
Vista aérea del Terminal del Ferry de Staten Island y sus puentes (izquierda) y el Battery Maritime Building a la derecha

El Terminal Whitehall es una a estación marítima en la sección de South Ferry del Bajo Manhattan, Nueva York, en la esquina de South Street y Whitehall Street. Es usado por el Ferry de Staten Island, que conecta los boroughs isleños de Manhattan y Staten Island. Es junto con el Terminal San Jorge es uno de los terminales de ferry en Staten Island.
Whitehall abrió en 1903 como un terminal para las operaciones municipales del ferry. Fue originalmente diseñado muy parecido al vecino Battery Maritime Building; un conector entre los dos terminales fue planeado pero no se llegó a construir. Whitehall se renovó  entre 1953 y 1956 a un costo de 3 millones de dólares pero se deteriorió hacia los años 1980. Fue destruido por un incendio en 1991 y completamente reconstruido y reabierto en febrero del 2005 como un importante intercambiador.

## Historia

### Primer terminal
Antes de que el terminal fuera construido, el servicio de ferry se proveía desde los años 1700 por individuos (y luego compañías privadas) con sus propios botes. El mortal hundimiento de un ferry el 14 de junio de 1901 en el que murieron cuatro pasajeros: 172  fue utilizado por los oficiales de la ciudad como justificación para su adquisición de las líneas de ferry a Staten Island. Las líneas del ferry a Staten Island empezaron a operar bajo la autoridad municipal del Departamento de Puertos y Ferries el 25 de octubre de 1905, siete años luego los cinco boroughs fueron consolidados en la ciudad de Nueva York.
Poco después, durante la administración del alcalde George McClellan, la ciudad buscó construir un nuevo terminal. Diseñado por la firma arquitectónica de Walker and Morris, El Terminal de Ferry de Whitehall Street tendría lugar para siete gradas.: 396  La 1 y 2 pertenecerían al ferry de Staten Island, atendiendo los ferries hacia el Terminal San Jorge en San Jorge, Staten Island. El aún existente Battery Maritime Building fue utilizado por ferries que navegaban hacia la calle 39 en South Brooklyn (hoy es el barrio de Sunset Park in Brooklyn). Las gradas 3 y 4 aún por construir servirían ferries tanto de Staten Island y South Brooklyn.: 396  Las tres secciones fueron diseñadas para ser independientes una de otra pero visualmente idénticas en estilo. Los planos del terminal fueron aprobados por la Comisión de Arte Municipal de la ciudad en julio de 1906.
Los trabajos se iniciaron primero en las gradas para el ferry a Brooklyn, seguidos por las de Staten Island en 1908. La construcción fue completada en 1909, y el servicio de ferries desde el Terminal Whitehall hacia Stapleton, Staten Island, se inició el 27 de mayo de 1909.
El terminal sirvió tanto Brooklyn como Governors Island, Staten Island, y Jersey City, para pasajeros que viajaban principalmente por un sistema de trenes elevados (apodados "els"). La ciudad prohibió otros operadores desde el Terminal, así que los ferries del Terminal Communipaw en Jersey City fueron enviados al Terminal de Ferries de Liberty Street en el bajo Manhattan.
En 1919, un incendio en la estación del tren elevado de South Ferry dañó las gradas 1 y 2.: 55 

### Segundo terminal
A medida que los trenes subterráneos reemplazaron los elevados, y los carros empezaron a circular a través de un cada vez mayor número de puentes y túneles como el Túnel Brooklyn-Battery, se diseño una nueva y expandida estructura del terminal por la firma Roberts & Schaefer con tres gradas para el ferry a Staten Island.: 24  La renovación de 3 millones de dólares fue anunciada en 1953, y se inauguró el 24 de julio de 1956,: 55  utilizando parte de la estructura de acero utilizada para el edificio original de 1906.: 55 
El Terminal Whitehall de 1956 fue totalmente funcional. El New York Times lo describió como un "chato, casco verde claro en el que la función venció a la forma"; el American Institute of Architects lo llamó el portal más banal del mundo."
Para mediados de los años 1980, el gobierno de la ciudad estaba planeando rediseñar el Terminal Whitehall, reemplzar el terminal a Staten Island y restaurar el vecino Battery Maritime Building, un monumento que no podía ser demolido. La ciudad solicitó planos para el rediseño y recibió propuestas de siete diseñadores en 1985. El año siguiente, la Zeckendorf Company fue designada como el diseñador del South Ferry Plaza de 400 millones, que incluiría una torre de 60 pisos sobre el Terminal Whitehall. El proyecto South Ferry Plaza fue cancelado en enero de 1991 debido a un decaimiento del mercado inmobiliarios.

### Nuevo terminal
El techo del Terminal Whitehall fueron destruidos por un incendio el 8 de septiembre de 1991 volviéndolo inutilizable. La ciudad vio entonces la oportunidad de reconstruir el terminal. En 1992, la New York City Economic Development Corporation organizó una competencia internacional para una estructura de reemplazo, y seleccionó un diseño para el terminal de Robert Venturi al año siguiente.  Otras propuestas incluyen las de Rafael Vinoly, Aldo Rossi, Polshek Partners, y SOM. El diseño ganador presentaba una bóveda de cañón como sala de espera cuyo techo sería más alto que el del Grand Central Terminal. Este diseño también incorporaba una gran fachada electrónica mirando hacia la bahía que sería el reloj más grande del mundo. Sin embargo, fue catalogado por las autoridades de la ciudad como arquitectónicamente inaceptable.[cita requerida] El reloj fue quitado en un rediseño de hecho por Venturi e incluyó ventanales mirando hacia el bajo Manhattan y una gran pantalla led en el interior. Eventualmente, Venturi abandonó el proyecto debido a cortes de presupuesto y Frederic Schwartz se convirtió en el nuevo arquitecto.
Un diseño para el terminal fue elegido en 1997. El diseño finalmente aceptado, producido por el anterior director de diseño Ronald Evitts y Fred Schwartz, planteó una estructura de 1800 m² (metros cuadrados) para reemplazar el edificio destruido con un hall de ingreso de 27 m (metros) de alto y una sala de espera que era un 50 % más grande, con vistas del puerto de Nueva York. El diseño de Schwartz incluyó el mismo ventanal de 23 metros de alto mirando hacia el bajo Manhattan como el diseño de Venturi. El tamaño de la pantalla led fue reducido en comparación con el diseño de Venturi. También añadió una terraza hacia el río con un adorno fotovoltaico en su pabellón, un pabellón largo y sinuoso en la calle con las palabras "Staten Island Ferry" en él, y una instalación artística llamada Slips de Dennis Adams.
La firma Robert Silman Associates fue seleccionada como ingenieros estructurales. Dos factores complicaron la construcción del nuevo terminal. Primero, que el NYCDOT requirió que dos de las tres gradas del terminal se mantuvieran abiertas durante la construcción. Segundo, que el terminal sea construido sobre el Battery Park Underpass y tres túneles del metro de Nueva York, así que un cimiento del terminal debía ser construido 18 metros bajo tierra.
El Terminal Whitehall fue reaperturado en febrero del 2005.

Ruta del ferry desde el Terminal Whitehall hacia Staten Island

## Descripción
El terminal del 2005 incluye una nueva plaza de 8,100 metros cuadrados llamada en honor de Peter Minuit.
El termina, que está abierto 24 horas al día, recibe alrededor de 70,000 pasajeros de ferry cada día. Incluye acceso a la estación South Ferry-Whitehall Street del Metro de Nueva York, servido por los trenes 1, N, R, y W así como servicios de bus en la Plaza Peter Minuit. También existen acceso a ciclovías y otros transporte acuáticos incluyendo el ferry al Governors Island en el vecino Battery Maritime Building. También hay servicio de taxicab fuera del terminal.
Descrito como "una elegante adición a la arquitectura de la ciudad", un escritor del Newsday lo llamó un intercambiador que es tan bello que se ha convertido en un destino por su propio derecho: con "el panorama del bajo Manhattan desde lo alto de sus escaleras, el gran ventanal enmarcando la Estatua de la Libertad, el mezzanine con vistas del puerto -- esas son razones para refugiarse ahí por un tiempo mayor que tan sólo para tomar el ferry."

### Nuevos usos
El terminal tiene calefacción y aire acondicionado de última generación, parcialmente alimentada por paneles solares en el techo del terminal.
Tiene un área total de 19,000 metros cuadrados. Esto incluye la sala de espera de 1,800 metros cuadrados, 1,900 metros cuadrados de tiendas, 560 metros cuadrados de terrazas y 930 metros cuadrados de oficinas. Hay un área adicional para atender necesidades relacionadas con las operaciones del ferry. There is an additional 10,000 square feet of space to support needs linked to ferry operations and ancillary support.
Además a las tiendas comerciales que se pueden encontrar en el terminal, GrowNYC, una organización sin fines de lucro, opera el único mercado de productores del terminal.

### Whitehall Crossing
Como parte de la iniciativa artística, el Departamento de Asuntos Culturales de la ciudad adquirió e instaló bancas de granito creadas por el artista Ming Fay, titulado Whitehall Crossing, en la sala de espera. Ellos fueron fabricados para simbolizar canoas indias cruzando la bahía de Nueva York, e incluyó una serie de 28 bancas de granito divididos en tres filas, sugiriendo una "forma orgánica flotando en un piso de terrazo."  "Como una pieza de arte funcional, Whitehall Crossing es casi invisible porque invita a los espectadores a involucrarse y formar parte del diseño sentándose en las bancas."
Ming Fay, un artista chino de Shanghái, señala que esta obra fue "inspirada por los nativos americanos cruzando con canoas". El describió sus objetivos con la obra de la siguiente manera:

En el terminal del ferry de Staten Island, no podía concebir poner un objeto en el espacio. Sentí que una declaración funcional sería apropiada. Es el viaje imaginario antes de que el viaje verdadero suceda. En el lobby de esta moderna sala de espera hay momentos donde el espacio está casi vacío de personas y al poco se llena de nueva. Las bancas proveen esos momentos de espera con una "obra de arte invisible" que es parte del espacio y actúa como asientos públicos. Siento que la experiencia del espacio es sobre el pensamiento de cruzar al otro lado que regresa al día cuando la gente llegó a este punto.
Ming, sobre su obra de arte

### Plaza Peter Minuit
De forma paralela con la construcción del nuevo terminal, la Plaza Peter Minuit fue completamente reconfigurada para proveer fácil acomodación para peatones, buses y taxis. El plano rediseñado incluyó 42 nuevos árboles junto con espacio público para actividades comunales, cubrió pasarelas hacia el Terminal, un área de taxis y una ruta de buses.
La plaza incluye el "New Amsterdam Plein and Pavilion" (un regalo del Reino de los Países Bajos), un área para muestras de arte, diseño y horticultura. Esta área fue concebida como una "sala de exteriores" y se alojaron actividades programadas y espontáneas junto con mercados públicos y comida e información.  El Plein and Pavilion fue diseñado por el arquitecto neerlandés Ben van Berkel, y los 3.2 millones que donaron los Países Bajos que financió parte del proyecto fueron dados en honor de la celebración del aniversario 400 de la ciudad de Nueva York, así como en honor de "las duraderas relaciones entre Nueva York y Holanda." El resto de la plaza fue financiada por la Autoridad Metropolitana del Transporte que pagó $22.1 millones y el Departamento de Seguridad Nacional de los Estados Unidos que pagó 1.4 millones. 
La plaza se reaperturó en el 2011.

## Gallery

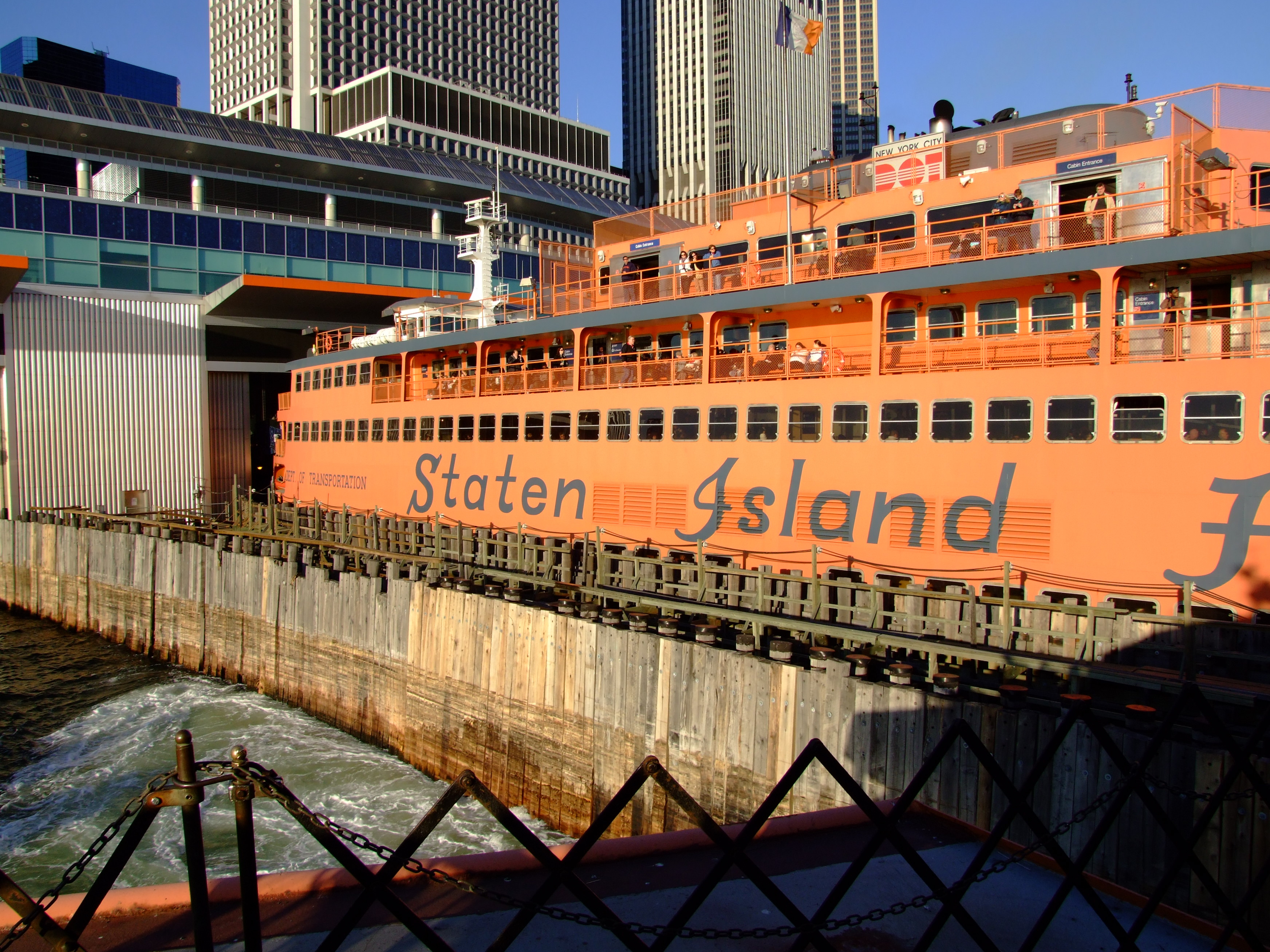
Ferry atracando en el terminal, 2008
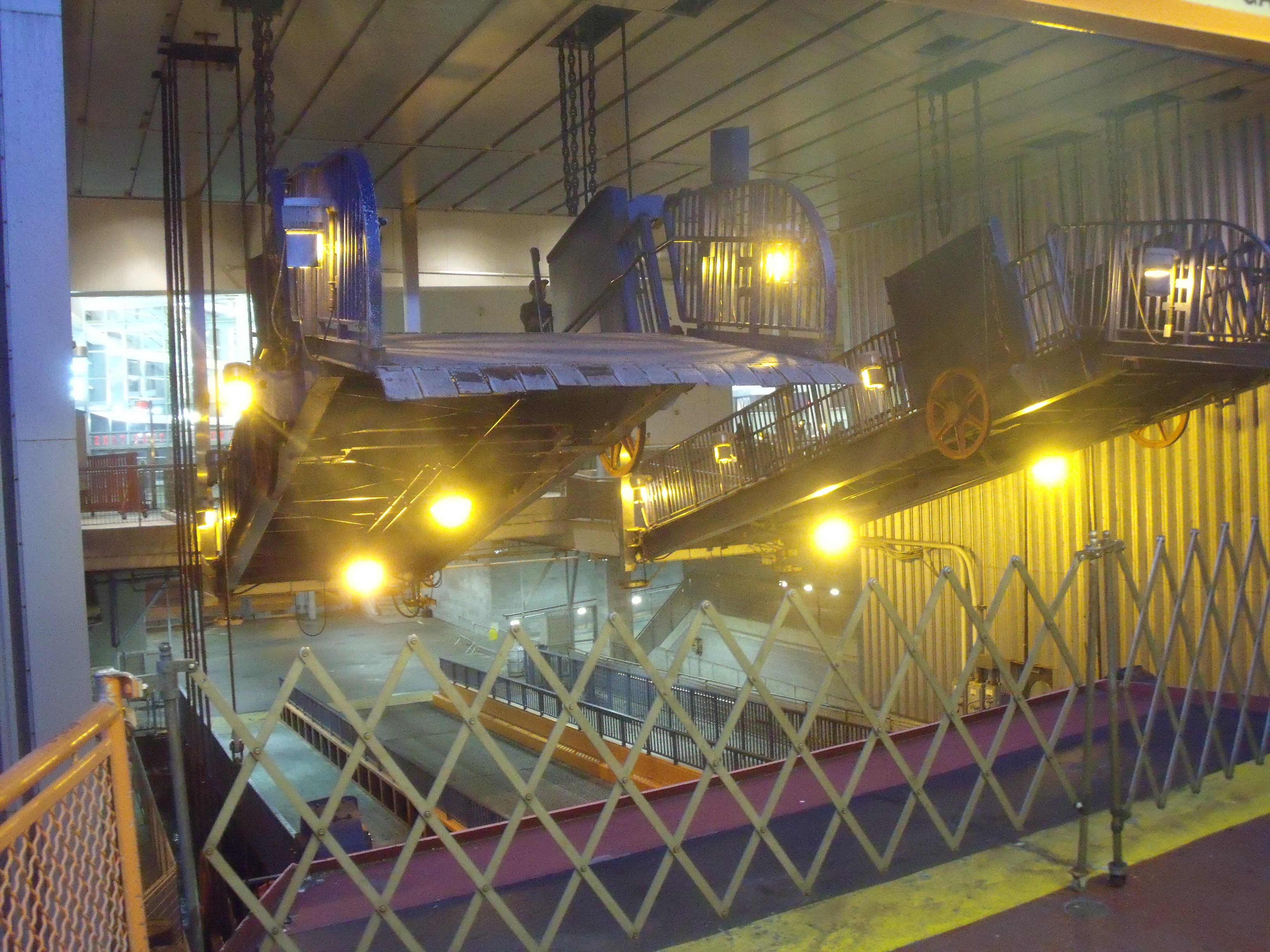
Gradas de ferry, 2009
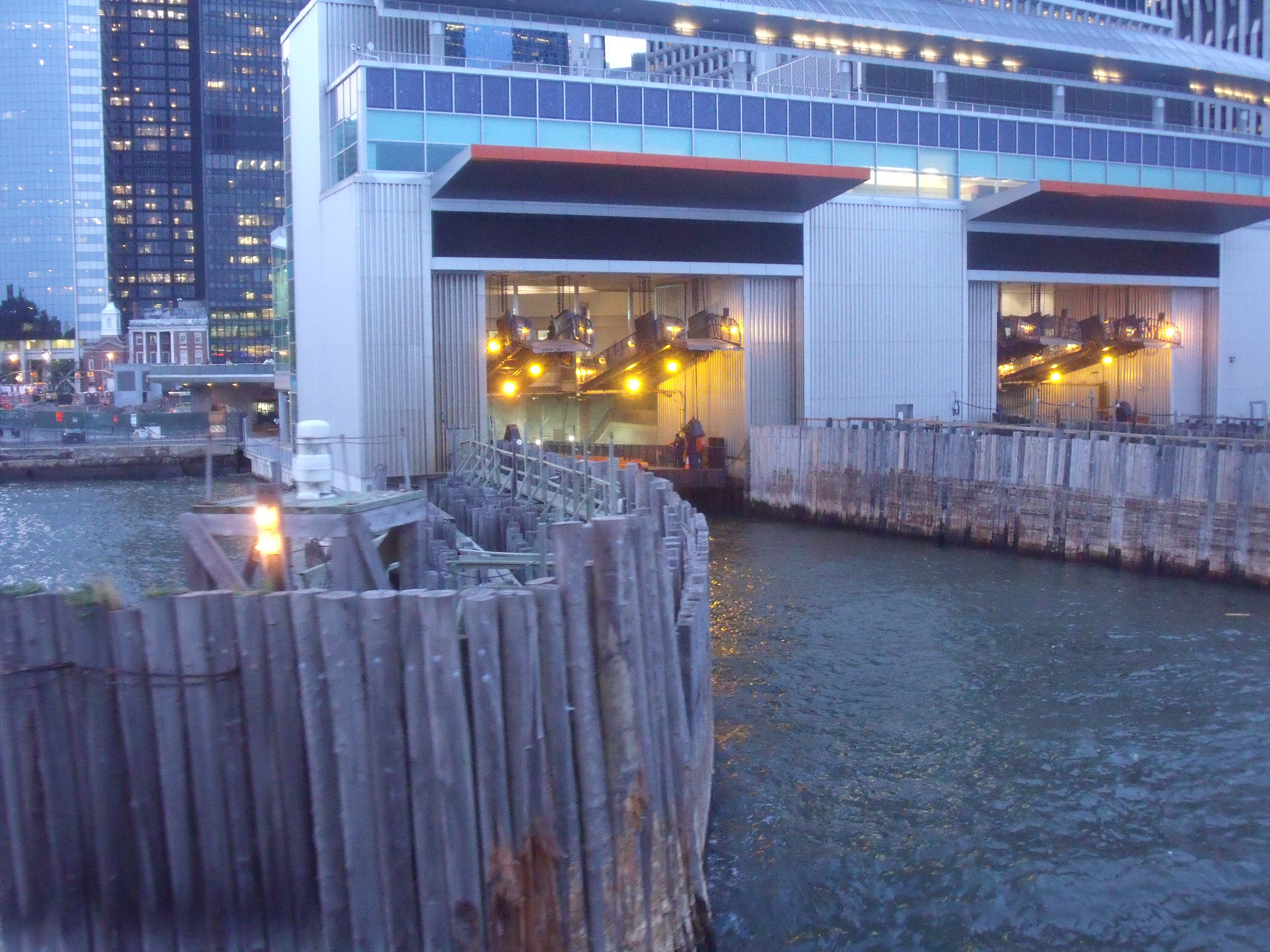
Grada de ferry sur
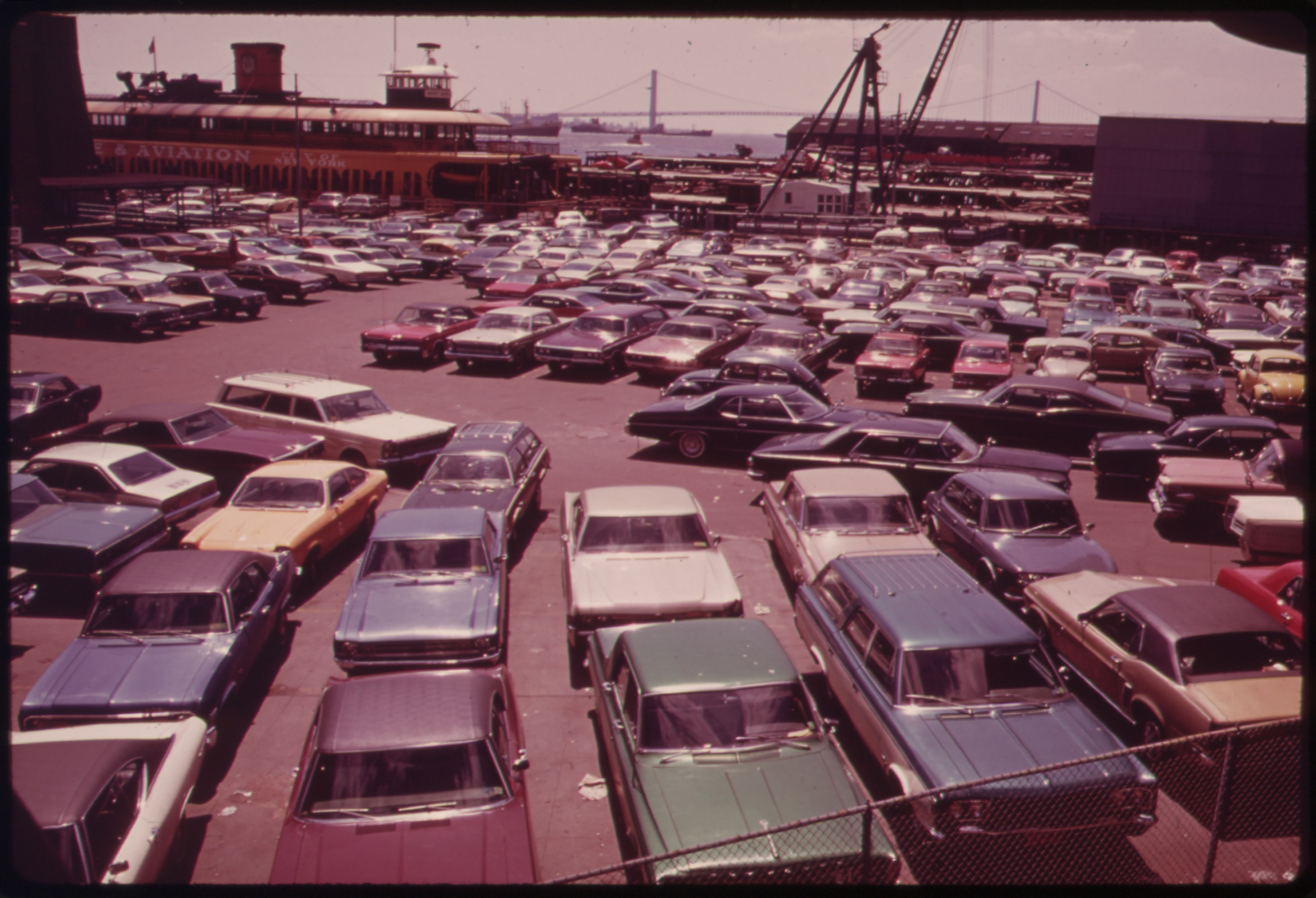
Muelle del ferry, 1973.  Foto de Arthur Tress.